# Hannu Virta
Hannu Markus Virta (* 22. März 1963 in Turku) ist ein ehemaliger finnischer Eishockeyspieler und -trainer, der in seiner aktiven Zeit von 1980 bis 1998 unter anderem für die Buffalo Sabres in der National Hockey League und TPS Turku in der SM-liiga gespielt hat. Zuletzt war er Assistenztrainer bei Salawat Julajew Ufa in der Kontinentalen Hockey-Liga.

## Karriere
Hannu Virta begann seine Karriere als Eishockeyspieler 1980 in seiner Heimatstadt bei TPS Turku, für die er bereits in der Jugend gespielt hatte. In seinem Rookiejahr erzielte der Verteidiger in der Saison 1981/82 in 36 Spielen 17 Scorerpunkte, darunter fünf Tore, und wurde Vizemeister mit Turku. Für seine Leistungen erhielt er als bester Neuprofi der SM-liiga die Auszeichnung Jarmo Wasaman muistopalkinto. Zuvor war er im NHL Entry Draft 1981 in der zweiten Runde als insgesamt 38. Spieler von den Buffalo Sabres ausgewählt worden, die ihn noch während der laufenden Saison nach Nordamerika beorderten, wo er drei Spiele der regulären Saison und vier Playoff-Partien für die Sabres in der National Hockey League aktiv war. In Buffalo spielte der Finne in den folgenden vier Jahren regelmäßig, ehe er 1986 nach Turku zurückkehrte.
Mit TPS wurde er in vier – 1989, 1990, 1991 und 1993 – der folgenden acht Jahre Finnischer Meister. Zudem erreichte er mit seiner Mannschaft 1990 den zweiten Platz im Europapokal, den er drei Jahre später mit TPS im Finale gegen den russischen Vertreter HK Dynamo Moskau gewann. Während seiner ersten Station im europäischen Ausland stand Virta von 1994 bis 1996 bei den GCK Lions in der Schweizer Nationalliga B unter Vertrag, ehe er in der Saison 1996/97 erneut für Turku auflief, mit denen er Vizemeister wurde. Nach nur einem Jahr wechselte Virta erneut in die Schweiz, wo er 1998 bei den ZSC Lions aus der Nationalliga A seine aktive Karriere beendete.

### Als Trainer
Im Anschluss an seine Spielerkarriere übernahm Virta in der Saison 2003/04 das Amt als Cheftrainer bei den Espoo Blues. Zudem war er fünf Jahre lang als Assistenztrainer für die finnische Eishockeynationalmannschaft tätig. In der Saison 2007/08 stand er als Trainer bei seinem Ex-Klub TPS Turku hinter der Bande. Anschließend erhielt er am 12. Januar 2009 einen Vertrag als Cheftrainer beim HC Lugano in der Schweizer National League A, in der er ebenfalls bereits als Spieler aktiv war.
Zwischen 2009 und 2017 war Virta dann Co-Trainer bei Jokerit, anschließend ein Jahr in gleicher Position bei Salawat Julajew Ufa.

### International
Für Finnland nahm Virta an der U20-Junioren-Weltmeisterschaft 1982, sowie den A-Weltmeisterschaften 1987, 1989, 1991, 1994, 1995, 1996 und 1997 teil. Des Weiteren spielte er für Finnland beim World Cup of Hockey 1996 und den Olympischen Winterspielen 1994 in Lillehammer.

## Erfolge und Auszeichnungen
| - 1981 Finnischer Dritter mit TPS Turku - 1982 Finnischer Vizemeister mit TPS Turku - 1982 Jarmo Wasaman muistopalkinto (Bester Rookie der SM-liiga) - 1987 Bester Verteidiger der SM-liiga - 1988 Bester Spieler der SM-liiga - 1989 Finnischer Meister mit TPS Turku - 1989 Bester Verteidiger der SM-liiga - 1989 Lynces Academici Defenceman Award - 1990 Finnischer Meister mit TPS Turku - 1990 2. Platz beim Europapokal mit TPS Turku | - 1990 Bester Verteidiger der SM-liiga - 1991 Finnischer Meister mit TPS Turku - 1991 Bester Verteidiger der SM-liiga - 1991 Lynces Academici Defenceman Award - 1991 Beste Plus/Minus-Statistik in den SM-liiga-Playoffs - 1993 Finnischer Meister mit TPS Turku - 1993 Europapokal-Gewinn mit TPS Turku - 1997 Finnischer Vizemeister mit TPS Turku - 1997 European-Hockey-League-Gewinn mit TPS Turku |

### International
| - 1982 Bronzemedaille bei der U20-Junioren-Weltmeisterschaft - 1982 Bester Verteidiger Finnlands bei der U20-Junioren-Weltmeisterschaft - 1994 Bronzemedaille bei den Olympischen Winterspielen - 1994 Silbermedaille bei der Weltmeisterschaft - 1995 Goldmedaille bei der Weltmeisterschaft - 1996 Bester Spieler Finnlands bei der Weltmeisterschaft | - 2006 Silbermedaille bei den Olympischen Winterspielen (als Assistenztrainer) - 2006 Bronzemedaille bei der Weltmeisterschaft (als Assistenztrainer) - 2014 Bronzemedaille bei den Olympischen Winterspielen (als Assistenztrainer) - 2014 Silbermedaille bei der Weltmeisterschaft (als Assistenztrainer) |